# Цар-зілля яскраво-червоне
Цар-зілля яскраво-червоне, дельфіній яскраво-червоний (Delphinium puniceum) — вид рослин з родини жовтецевих (Ranunculaceae), поширений на південному сході України, у європейській частині Росії, на заході Казахстану.

## Опис
Багаторічна рослина 30–80 см заввишки. Рослина коротко притиснуто запушена. Листки пальчасто-роздільні. Квітки темно-пурпурові, широко відкриті, в густий кисті.
Цвіте у червні — липні, плодоносить у липні. Розмножується насінням.

## Поширення
Поширений на південному сході України, європейській частині Росії, на заході Казахстану.
В Україні вид зростає на схилах, у степах — зрідка на південному сході (Донецька й Луганська області).

## Використання
Декоративна й отруйна рослина.